# Zaharia Stancu
Zaharia Stancu (ur. 7 października 1902 r. w Salcia, okręg Teleorman na Nizinie Wołoskiej, zm. 5 grudnia 1974 r. w Bukareszcie) – rumuński prozaik, powieściopisarz i filozof. W 1933 roku ukończył studia literackie i filozoficzne na Uniwersytecie w Bukareszcie. Ojciec pisarza Horii Stancu.